# Vandringsfältmätare
Vandringsfältmätare, Orthonama obstipata är en fjärilsart som först beskrevs av Johan Christian Fabricius 1794.  Vandringsfältmätare ingår i släktet Orthonama, och familjen mätare, Geometridae. Arten förekommer tillfälligt, migrerande, i Norden men reproduction har inte konstaterats. Arten är i Sverige funnen från Skåne till Gästrikland och i Finland från Åland och Nyland till Norra Österbotten. Två underarter finns listade i Catalogue of Life, Orthonama obstipata contrariata (Walker, 1862) och Orthonama obstipata obstipata (Fabricius, 1794).

## Bildgalleri

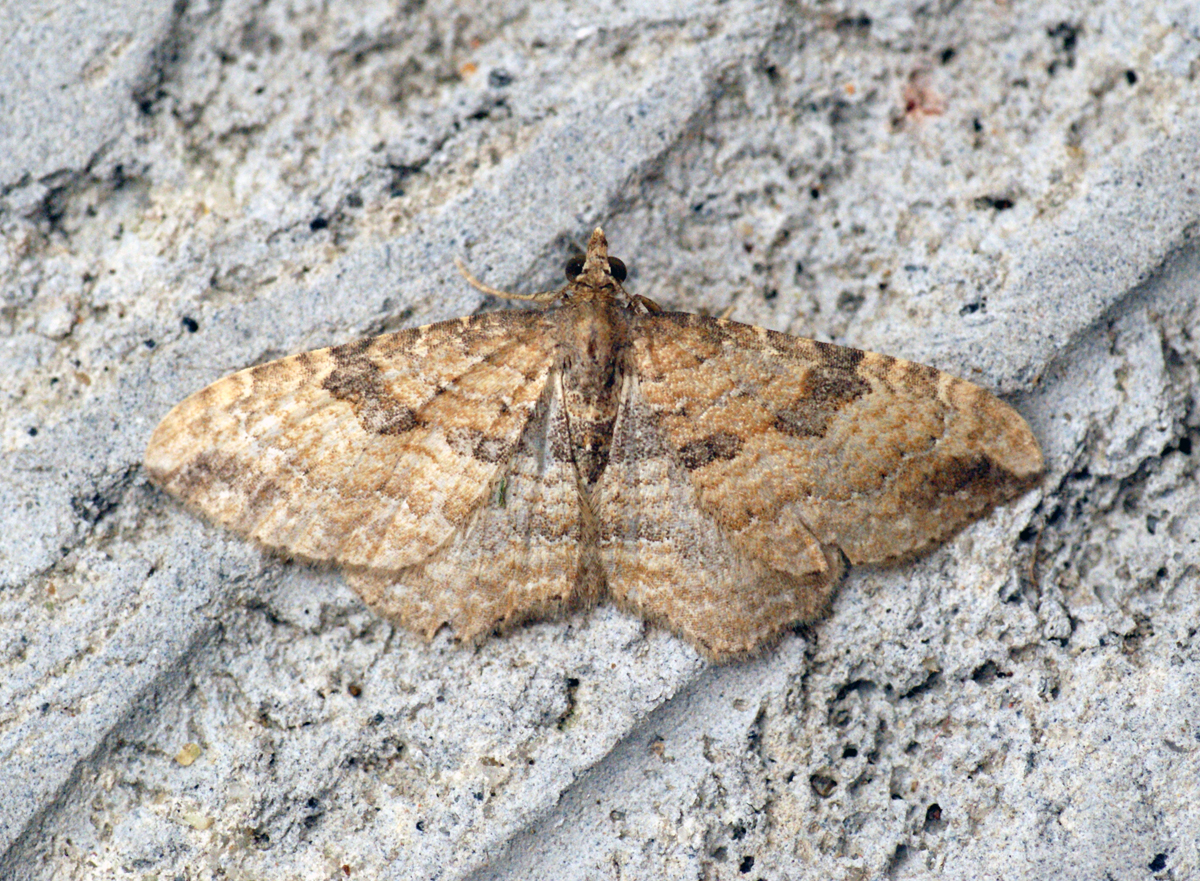
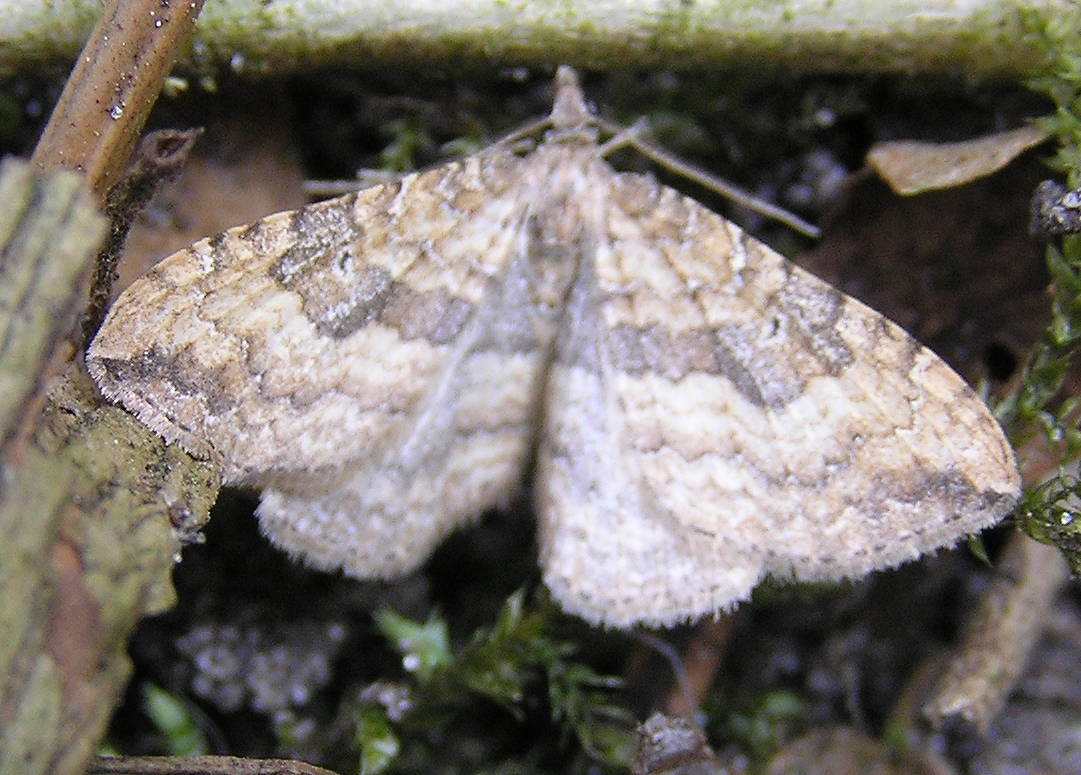
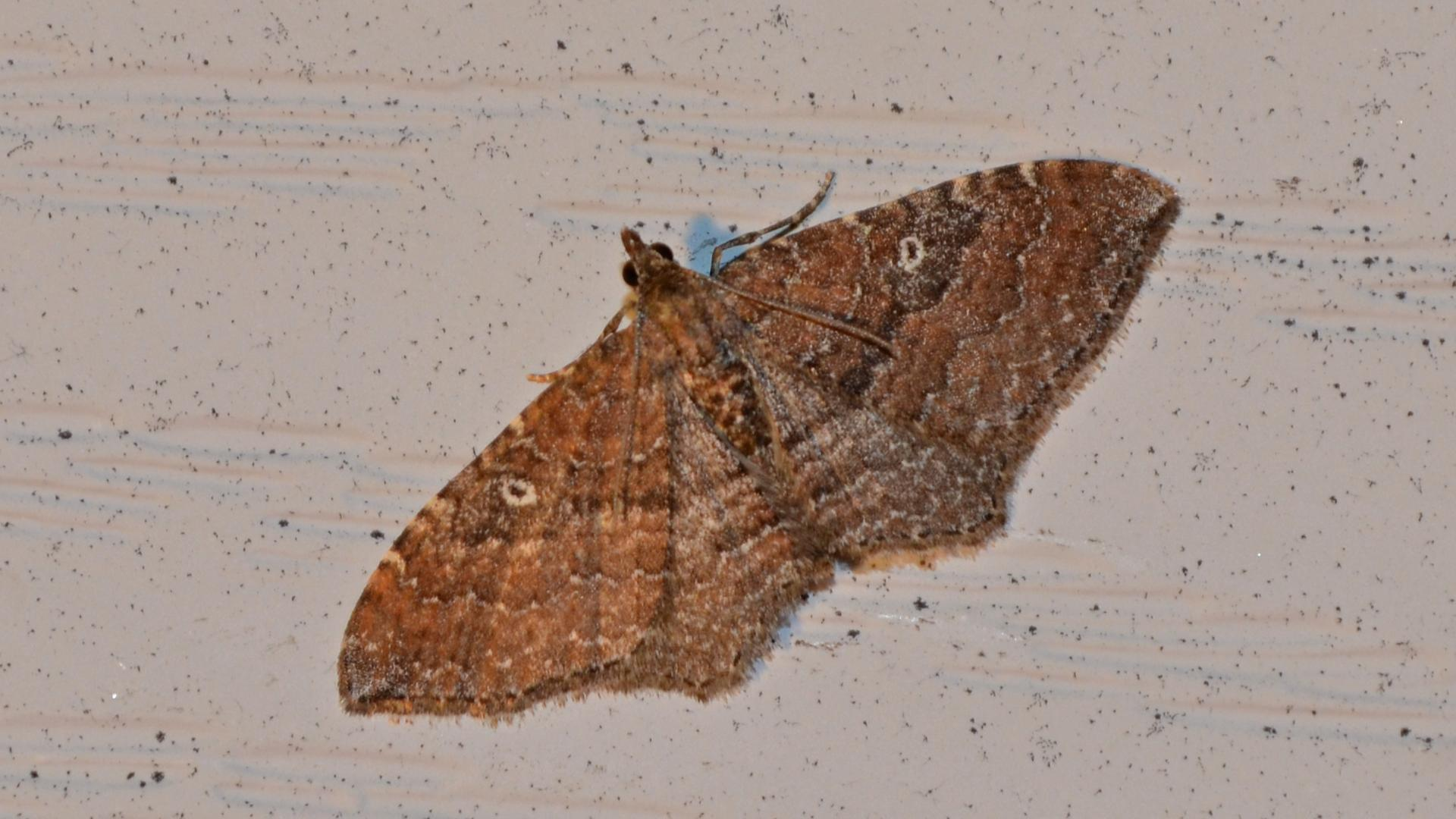
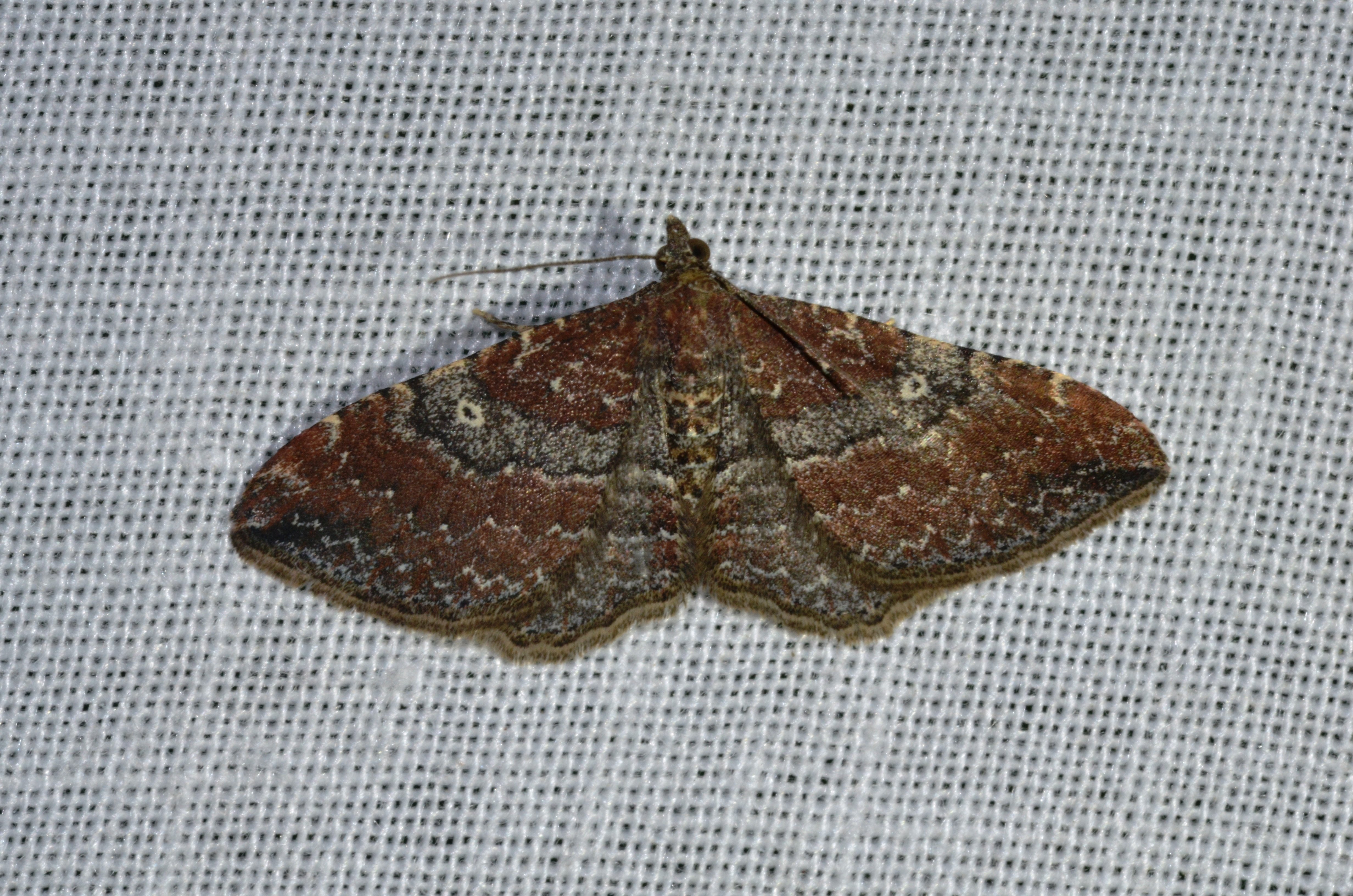
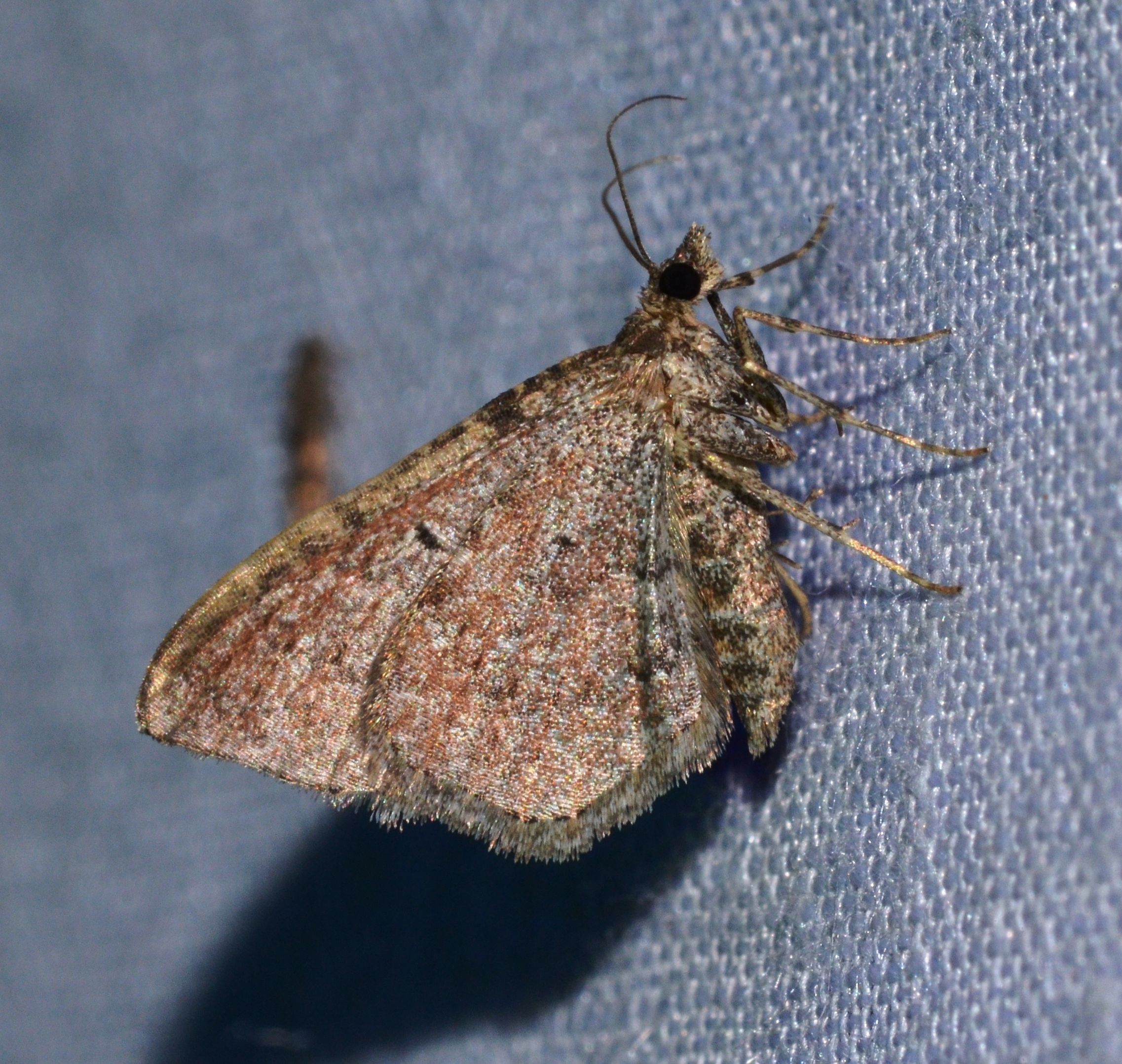